# Península de Karaburun (Albania)
La península de Karaburun (en albanés: Gadishulli i Karaburunit) es una península del mar Mediterráneo situada en el sur y sureste de Europa, que está casi completamente rodeada por el mar Adriático al norte y el mar Jónico al sur. Se encuentra en el suroeste de Albania, a lo largo de la costa albanesa del mar Jónico, mientras que el estrecho de Otranto la separa de Italia. El estrecho de Mezokanal separa la península de la isla de Sazan, mientras que al sureste se extiende la bahía de Vlorë. Su nombre, "Karaburun", deriva del turco y significa "cabo negro". En la antigüedad clásica, su nombre era "Península de Akrokeraun" (Ακροκεραύνιο ακρωτήριο), cuyo nombre derivaba de los montes epónimos de Akrokeraun; esto se debe a que, en términos geológicos, los Rrëza e Kanalit de la península representan la continuación de dichos montes, que son el sistema de cordilleras más alto y extenso que se extiende en paralelo al mar Jónico. La península de Karaburun se denomina a veces Península de Ceraunia debido al nombre de la cordillera. Creada durante la era mesozoica del período cretáceo y paleógeno, las crestas de la cordillera forman una línea noroeste-sudeste con una serie de picos distintos a lo largo de su estructura irregular que están separados por laderas empinadas y desiguales. Los picos más altos son los de Maja Çaderës, Maja e Flamurit, Maja e Koretës y Maja e Ilqes.
La parte occidental presenta un relieve accidentado y está salpicada de playas arenosas y rocosas, cuevas marinas, acantilados escarpados y varias bahías, entre ellas la Cueva de Haxhi Ali, el Cabo de Gjuhëz, la Bahía de Skaloma, la Bahía de Arushë, la Bahía de Dafinë y, sobre todo, la Bahía de Grama, donde anclaban barcos y naves durante la antigüedad clásica. En las altas y escarpadas paredes rocosas de la bahía, que también sirvieron de cantera de mármol, hay cientos de inscripciones rupestres que se remontan al siglo IV a. C.
Según la clasificación climática de Köppen, la península experimenta un clima mediterráneo con veranos calurosos e inviernos generalmente cálidos a fríos y secos. El clima ideal y los paisajes contrastantes ubicados en el mar han favorecido el desarrollo de una amplia gama de hábitats que a su vez albergan una fauna diversa. La fauna está representada por varias especies amenazadas y en peligro de extinción como la tortuga boba y la tortuga verde, pero también la foca monje del mediterráneo, la especie de foca más rara del mundo.
La masa continental de la península está designada como reserva natural, mientras que la costa y las aguas marinas circundantes son parte del parque marino. En 2014, el ferry Regina Blu fue establecido por el propietario de un hotel con sede en Radhime que hacía viajes entre la península y la isla de Sazan, mientras se detenía en las playas solitarias.
La península pertenece a la zona de Sazan que es un constituyente de la unidad tectónica Albanides. Las Albanides forman el vínculo entre los cinturones orogénicos de los Álpes Dináricos y las Hellenidas. Se consideran alóctonas y las teorías movilistas deducen que proceden del este. Estas formaciones han estado continuamente bajo el efecto del Karst y se explotan como mármol (caliza metamorfoseada) desde la antigüedad. La extensa topografía kárstica es responsable de la ausencia de agua potable y, por lo tanto, de la ausencia de población en la península. A pesar de la sequedad de la superficie y de las capas superiores del suelo, hay varias fuentes de agua que vierten directamente en el mar. La evolución geológica ha formado también cabos como el de Galloveci y Kepi i Gjuhëzës, así como un total de 20 cuevas a lo largo de toda la costa.

## Galería

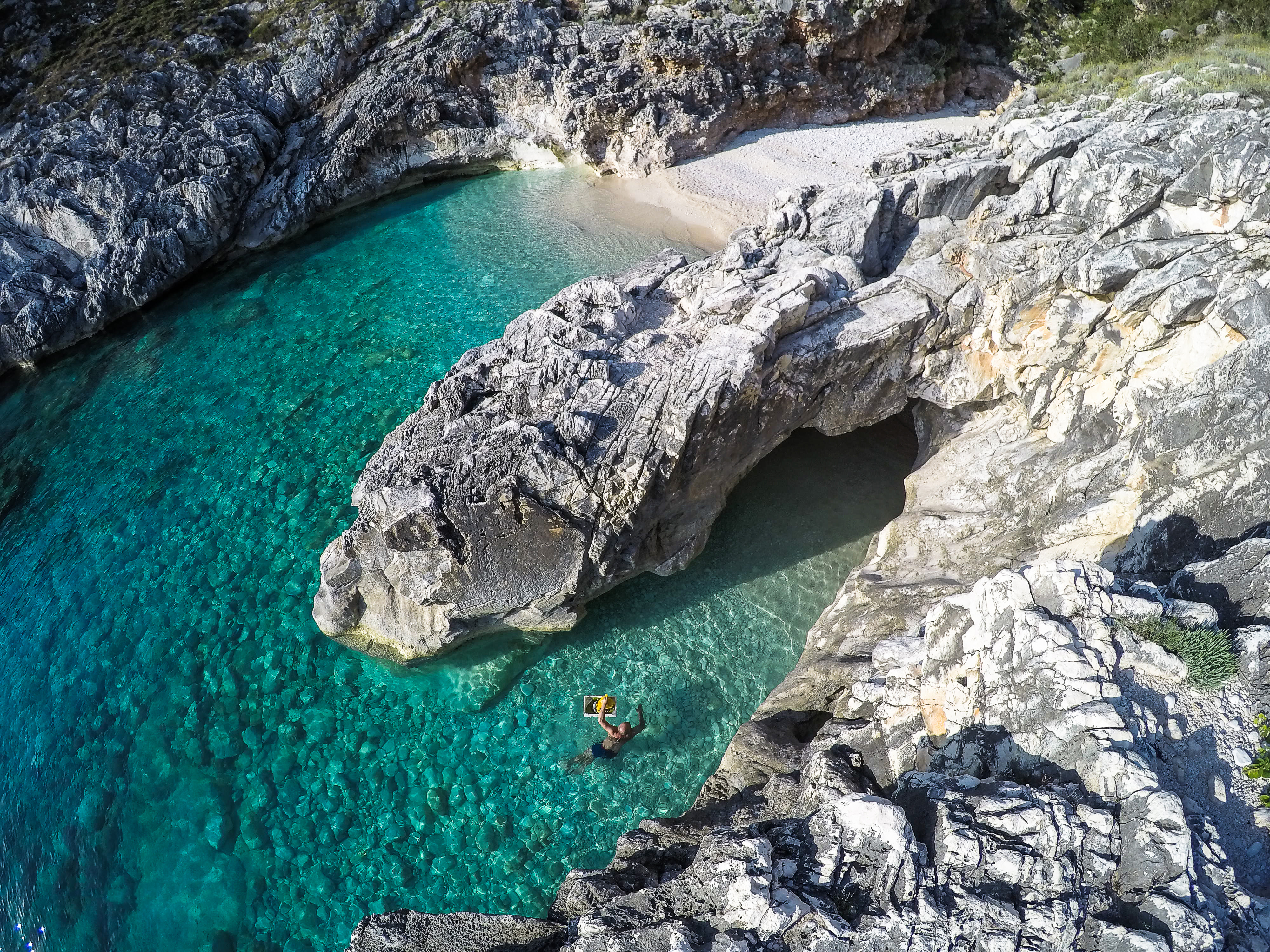
Bahía de Skaloma
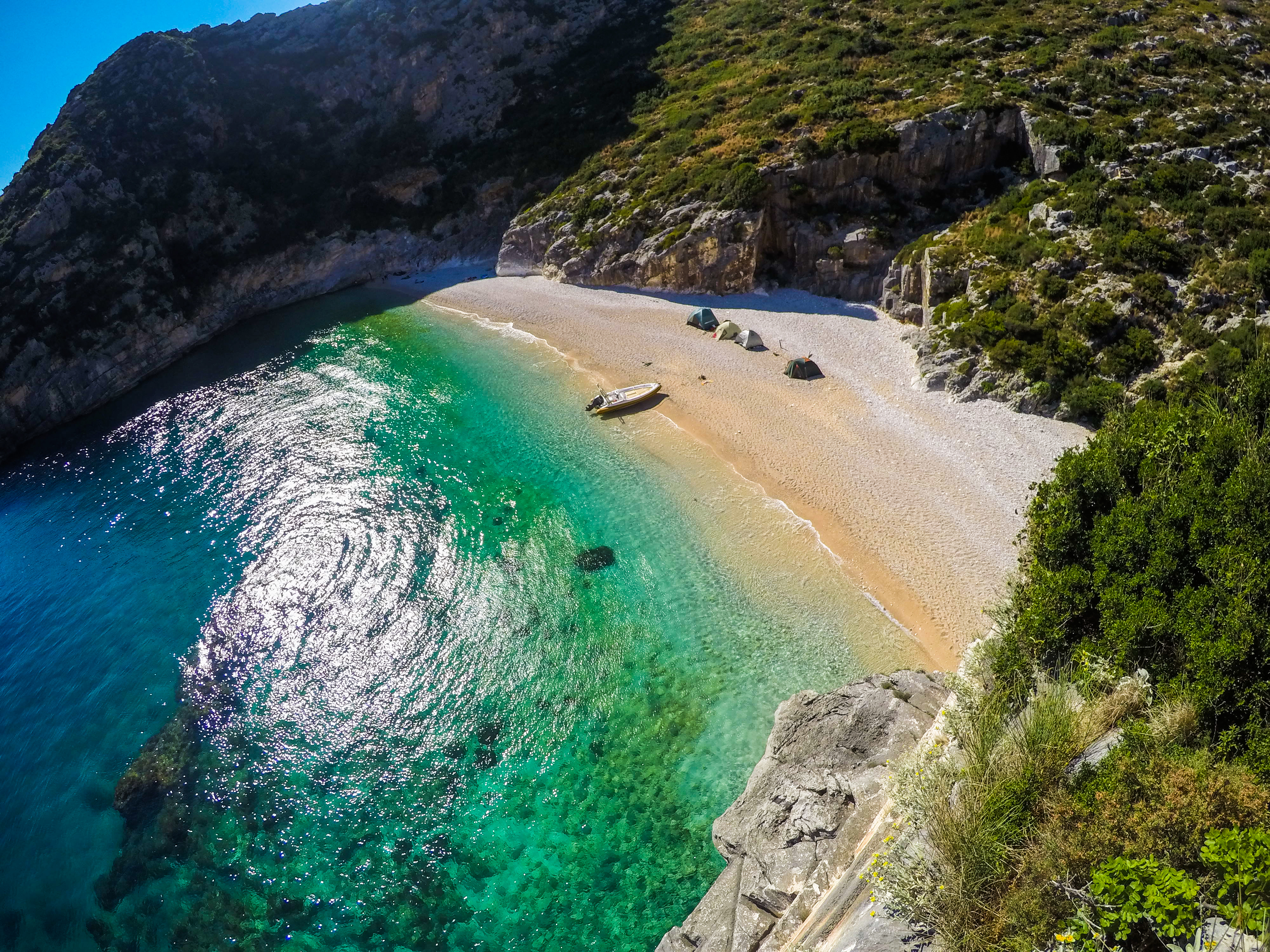
Bahía de Grama
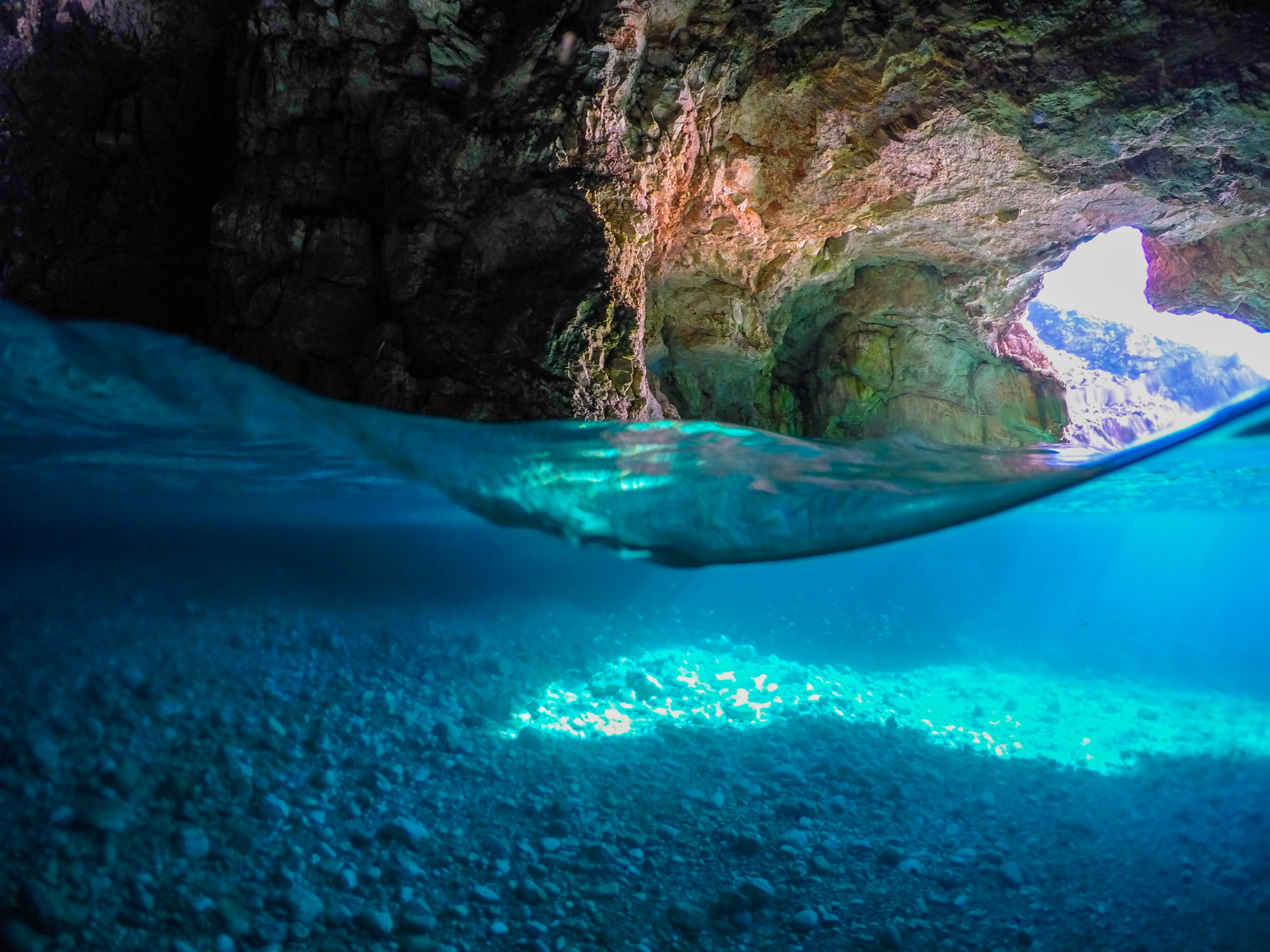
Cueva de Dafinë
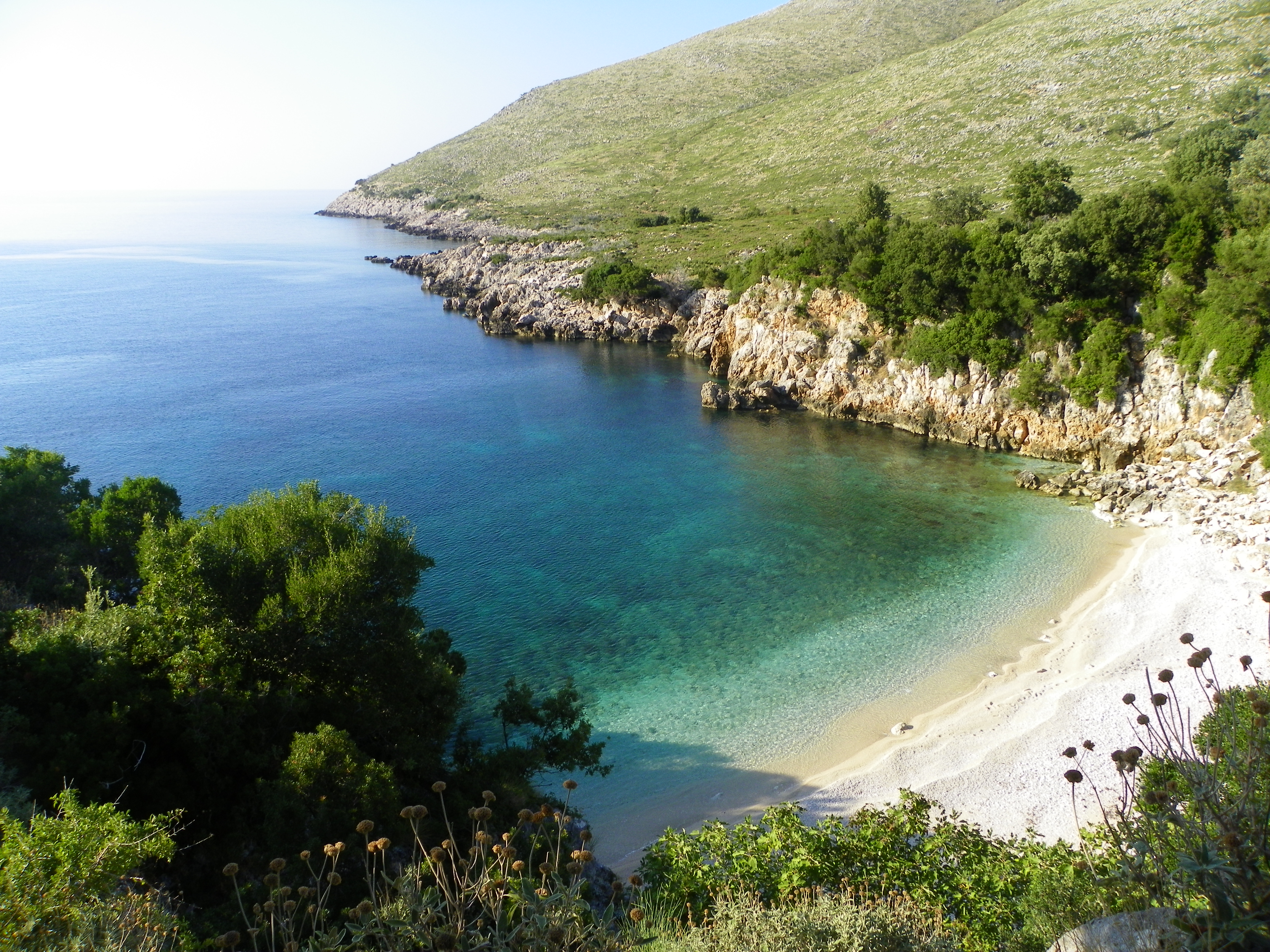
Bahía de Arushë
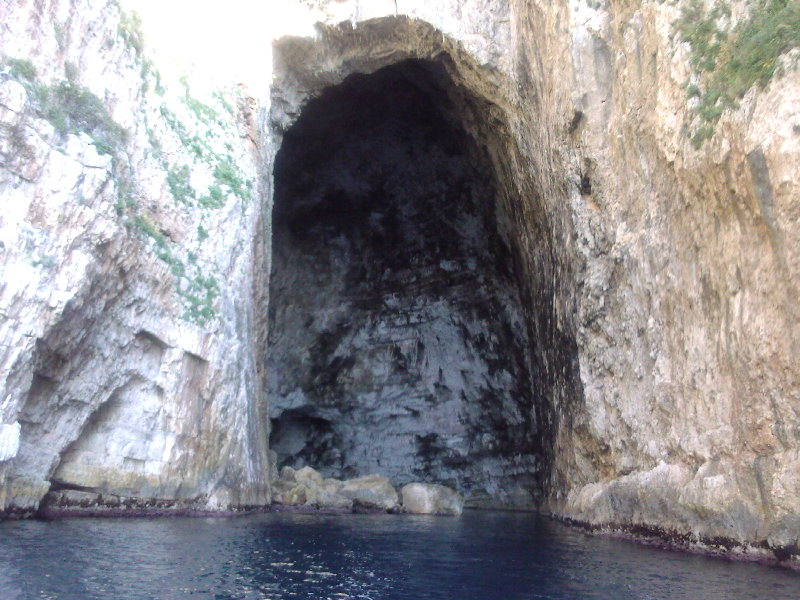
Cueva de Haxhi Ali
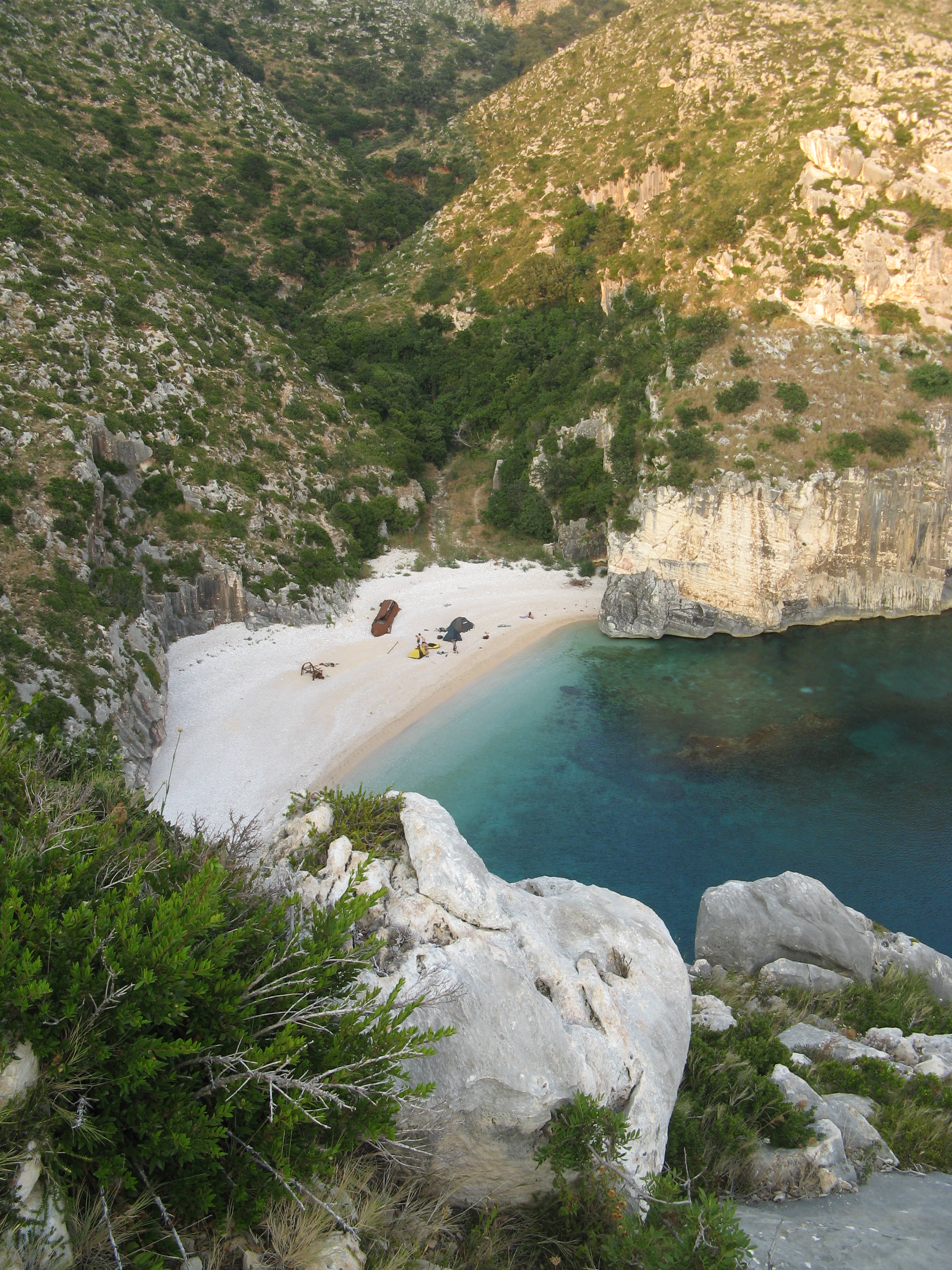
Bahía de Grama